# Miquel Àngel Limón Pons
Miquel Àngel Limon Pons (Alaior, 1957) és un escriptor i acadèmic de la Reial Acadèmia de Medicina de les Illes Balears.
És President del Consell Científic de l'Institut Menorquí d'Estudis des del 16 d'octubre de 2016. Està vinculat a la direcció de diferents corporacions culturals menorquines, com ara l'Ateneu de Maó, el Centre d'Estudis Locals d'Alaior i l'Associació Balear d'Amics de l'Arxiduc. Pertany al grup de recerca de la Universitat de les Illes Balears sobre la història de la premsa i els mitjans de comunicació. A banda, ha dut a terme una important obra d'investigació i de publicació sobre la història cultural menorquina, amb obres com Figures del nou-cents, una selecció de biografies de menorquins que van excel·lir dins el segle xx.